# Nonna Wiktorowna Mordjukowa

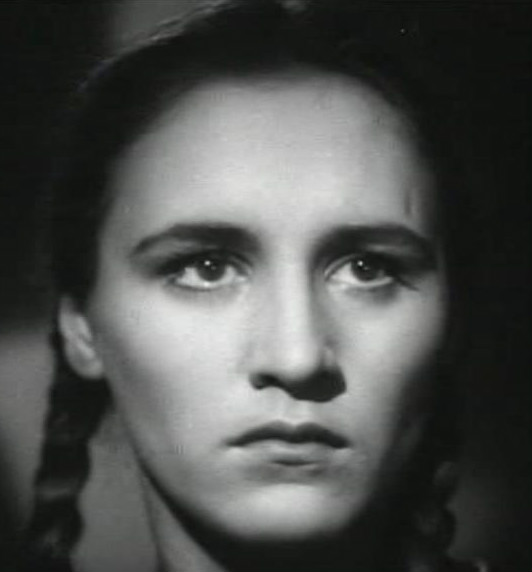
Nonna Mordjukowa im Jahr 1948

Nonna (eigentlich Nojabrina) Wiktorowna Mordjukowa (russisch Нонна Викторовна Мордюкова, wiss. Transliteration Nonna Viktorovna Mordjukova; * 25. November 1925 in Konstantinowka; † 6. Juli 2008 in Moskau) war eine sowjetische und russische Filmschauspielerin.

## Biografie
Die Kindheit verbrachte Nonna Mordjukowa im südrussischen Kuban-Gebiet, wo ihre Mutter einen Kolchos leitete. Ab 1945 war sie im Gerassimow-Institut für Kinematographie (WGIK) eingeschrieben, das sie 1950 mit Erfolg absolvierte. Danach war sie bis 1991 als Theaterschauspielerin am Moskauer Staatstheater der Filmschauspieler (Государственный театр киноактёра) tätig.
Ihre Filmkarriere begann 1948 unter Sergei Gerassimow mit der Fadejew-Verfilmung Die junge Garde, die sie gleich berühmt machte. Die Rolle der jungen Uljana Gromowa, eines Mitglieds der antifaschistischen jugendlichen Widerstandsgruppe, gilt als eines der gelungensten Mädchenporträts im sowjetischen Film der Nachkriegszeit und bescherte ihr im Jahr 1949 den Stalinpreis. Bald darauf heiratete sie den Schauspieler Wjatscheslaw Tichonow, den sie an der Filmhochschule kennengelernt hatte; die Ehe hielt 13 Jahre lang. Mordjukowa war für ihre Darstellungen kraftvollen Frauentypen bekannt, unter denen die Bäuerin Fedosja Ugrjumowa in Russkoje pole (1972) und Antonina Kaschirina in Alexei Saltykows Es gibt kein Zurück (1974) herausragen. Für beide Rollen wurde sie in der Leserwahl der Zeitschrift „Sowjetski ekran“ in den Jahren 1972 und 1974 zur besten Schauspielerin gewählt. Weitere wichtige Rollen hatte sie in Nikita Michalkows Verwandtschaft (1982) und in Bahnhof für zwei (1983) von Eldar Rjasanow.
Ihr Sohn Wladimir Tichonow war ebenfalls Schauspieler.

## Auszeichnungen und Ehrungen
Sie trug den Titel der Volkskünstlerin der UdSSR und wurde mit dem Stalinpreis ausgezeichnet. Sie erhielt dreimal den Verdienstorden für das Vaterland (1995, 2000, 2005) und den Orden der Völkerfreundschaft (1990).
1991 wurde der Asteroid (4022) Nonna nach ihr benannt.

## Filmografie
- 1948: Die junge Garde (Молодая гвардия)
- 1953: Drei Menschen (Возвращение Василия Бортникова)
- 1953: Калиновая роща (Kalinowaja roschtscha)
- 1956: Чужая родня (Tschuschaja rodnja)
- 1957: Екатерина Воронина (Jekaterina Woronina)
- 1958: Die Freiwilligen (Добровольцы)
- 1959: Ванька (Wanka)
- 1959: Das Vaterhaus (Отчий дом)
- 1959: Trüber Morgen (Хмурое утро)
- 1960: Всё начинается с дороги (Wsjo natschinajetsja s dorogi)
- 1960: Простая история (Prostaja istorija)
- 1962: Павлуха (Pawlucha)
- 1964: Секретарь обкома (Sekretar obkoma)
- 1964: Председатель (Predsedatel)
- 1965: Wer heiratet wen? (Женитьба Бальзаминова)
- 1966: Тридцать три (Tridzat tri)
- 1966: Дядюшкин сон (Djadjuschkin son)
- 1966–1967: Krieg und Frieden (Война и мир)
- 1967: Die Kommissarin (Комиссар)
- 1968: Der Brillantenarm (Бриллиантовая рука)
- 1969: Kleiner Kranich (Журавушка)
- 1970: Leuchte, mein Stern, leuchte (Гори, гори, моя звезда)
- 1970: Баллада о Беринге и его друзьях (Ballada o Beringe i jewo drusjach)
- 1971: Junge Leute (Молодые)
- 1971: Das Ereignis mit Polinin (Случай с Полыниным)
- 1972: Русское поле (Russkoje pole)
- 1973: Завтра будет поздно (Sawtra budet posdno)
- 1974: Два дня тревоги (Dwa dnja trewogi)
- 1974: Es gibt kein Zurück (Возврата нет)
- 1974: Лев Гурыч Синичкин (Lew Gurytsch Sinitschkin)
- 1975: Sie kämpften für die Heimat (Они сражались за родину)
- 1976: Семья Ивановых (Semja Iwanowych)
- 1978: Inkognito aus Petersburg (Инкогнито из Петербурга)
- 1978: Трясина (Trjassina)
- 1980: Верой и правдой (Weroi i prawdoi)
- 1982: Verwandtschaft (Родня)
- 1982: Этюд для домино с роялем (Etjud dlja domino s rojalem) (Kurzfilm)
- 1983: Bahnhof für zwei (Вокзал для двоих)
- 1986: Kassensturz (От зарплаты до зарплаты)
- 1988: Доченька (Dotschenka) (Fernsehfilm)
- 1988: Ссуда на брак (Ssuda na brak)
- 1988: Sperrzone (Запретная зона)
- 1989: Зима в раю (Sima w raju)
- 1991: Бегущая мишень (Beguschtschaja mischen)
- 1992: Luna Park (Луна-парк)
- 1995: Ширли-мырли (Schirli-myrli)
- 1999: Мама (Mama)
- 2000: Нет смерти для меня (Net smerti dlja menja)